# Вісенте Бланко Гаспар
Вісенте Бланко Гаспар (Бургос, 13 серпня 1941) — Він є іспанським послом, дипломатом і письменником, який до того ж є експертом у галузі міжнародного права, дипломатії і міжнародних організацій.

## Біографія
Бланко Гаспар вивчав право в Мадридському університеті Комплутенсе з 1958 і 1963 роками. Того ж року, коли він отримав диплом юриста, він отримав стипендію за Програмою Фулбрайта, для продовження навчання в Мічиганському університеті, де він здобув ступінь магістра порівняльного права міжнародної агресії у професора В. В. Бішоп. Він продовжував дослідження питання зваженого голосування та написання докторської дисертації в Гарвардському університеті, де він був асистентом професора, в 1965 році під керівництвом,Луїса Б. Сона, професора міжнародного права, і в 1966 році під керівництвом Роджера Фішера (академік), професора міжнародних переговорів. Роджер Фішер, автора книги " Досягнення згоди ", розробив так званий « Гарвардський проект переговорів», який послужив моделлю для креативних переговорних інструментів у Кемп-Девідських угодах.
У 1975 році Бланко Гаспар отримав ступінь доктора права з відзнакою. був професором, кафедри міжнародного публічного та приватного права в Університеті Алькала-де-Енарес у 1980 і 1985 роках. Свої дослідження в галузі міжнародних відносин він проводив, зокрема, у Вищій раді наукових досліджень. Сфера його наукових інтересів охоплює юриспруденцію, міжнародні організації та міжнародне право, він є фахівцем з аналізу європейських та африканських відносин з урахуванням іспанської дійсності.
Бланко Гаспар був на момент з 1980 по 1986 рік президентом і співзасновником Гарвардського клубу Іспанії. З 13 грудня 1982 року він є академіком в Королівській академії юриспруденції та законодавства.
У своїй книзі «Зважений голос» він аналізує значення і вплив голосів, які призначені кожній країні в міжнародних організаціях, і сам вплив розподілу на фінансування їхніх економік. Професор Адольфо Міаха де ла Муела взяв участь у презентації книги разом з Луїсом Б. Соном і Хосе Луїсом де Аскаррагою і Бустаманте. Професор Л. Б. Сон у своїй передмові зазначив, що книга «є глибоким дослідженням однієї з найскладніших проблем і могла б стати останнім словом на цю тему, якби не той факт, що винахідливість людського розуму може породжувати нові ідеї, елементи або формули…Час для реалізації цієї ідеї наближається, і ми всі повинні і бути безмежно вдячні автору за те, що він доклав величезні зусилля, щоб зібрати для нас цю необхідну інформацію в такий чіткий і добре організований спосіб». У цій книзі Бланко Гаспар аналізує і вивчає численні міжнародні конференції, щоб показати, як ці події стали фундаментальним інструментом сучасної дипломатії.. Бланко Гаспар наводить три причини пріорітетності цих самітів, організованих кожною міжнародною організацією після Другої світової війни: представництва кожної держави в обличчі її президентів, збільшення галузевих вимірів у зовнішніх відносинах кожної країни та досягнення технології в транспортних і комунікаційних системах, які полегшують зустрічі.
Бланко Гаспар написав багаточисленні наукові статті, публікації та книги. Його публікації отримали різноманітні нагороди, доприкладу книга El voto ponderado була нагородженною премією Луїса Гарсіа Аріаса, присудженою Іспано-португальсько-американським інститутом міжнародного права у 1980-х роках та журі під головуванням міністра закордонних справ Венесуели Ефраїна Шахта Арістігете., всі одноголосно присудили його.

### Письменник
Серед всіх статей, які були написані Бланко Гаспаром, є «Диференційна сила голосування», яка була опублікована в колективній роботі Essays in Honour of Louis B. Sohn, Contemporary Issues in International Law публікації зі статтями 23 колишніх співробітників професора Луїса Б. Сон з усього світу. Інші статті були опублікованими в повністю спеціалізованих журналах з питань міжнародної політики, таких як Mediterranean Security Problems. Aspects of Security in the Eastern Mediterranean: The Suez Crisis, опублікованому в журналі International Policy Magazine Інституту політичних досліджень, або статтю «Transboundary pollution in the OECD and its influence on Maritime Law» у колективному виданні Liber Amicorum: Юридичні дослідження на честь професора д-ра Антоніо Родрігеса Састре, на знак визнання президента іспанської секції Асоціації міжнародного права.
Серед книг, виданих Бланко Гаспаром, є «Сполучене Королівство в Європі» з прологом Майкла Портілло про послідовність подій, описаних у книзі. У пролозі про міжнародне право, співтовариство та Європейський Союз професор Антоніо Родрігес Састре вважає, що книга необхідна для сприяння глобальному аналізу взаємозв'язків між однорідними правовими сферами. Професор Роджер Фішер з передмовою «Основи європейської єдності». Зважене голосування включає два грецьких прецеденти систем зваженого голосування, Лікійську Лігу, що діяла з 168 до н. е. до 50 року нашої ери, і Амфіктіонську раду.
Бланко Гаспар був адвокатом, отримав дозвіл на практику в Апеляційному суді штату Нью-Йорк, працював  у юридичній фірмі Sullivan & Cromwell на Уолл-стріт між 1967 і 1968 роками. Він працював особливо з Джоном Р. Стівенсоном у суперечці щодо греблі під назвою Gut Dam між США та Канадою щодо забруднення Канадою вод річки Святого Лаврентія, у якій Sullivan & Cromwell виступала представником Канади.
Бланко Гаспар був заступником керівника місії Міжнародного юридичного департаменту, заступником генерального директора з питань традиційної політики та міжнародних організацій у Генеральному директораті консульських справ, керівником досліджень Дипломатичної школи Іспанії та членом-консультантом у технічному офісі заступника секретаря. За кордоном він був другим секретарем у Порт-о-Пренсі, першим секретарем (2-м головою) у Постійному представництві ОЕСР, консулом у Меці, відповідальним (тимчасово) генерального консульства в Страсбурзі, генеральним консулом у Ріо-де-Жанейро, радник-посланник (2-й штаб) у посольстві в Лондоні та генеральний консул у Мюнхені. Гаспар був призначений послом Іспанії у Фінляндській Республіці з листопада 1996 року та в Естонській Республіці (перебував у Гельсінкі) з 1997 року до вересня 2000 року
Коли Бланко Гаспар був консулом у Меці, він відповідав " тимчасово " Генерального консульства в Страсбурзі, щоб координувати участь жителів Іспанії в його зустрічі з президентом уряду Адольфо Суаресом Гонсалесом з нагоди його присутності. у Страсбурзі для виконання положень Акту про приєднання Іспанії від 24 листопада 1977 року до Лондонського договору від 5 травня 1949 року, яким було створено Раду Європи. У Страсбурзі президент іспанського уряду заволодів сайтом Іспанії в штаб-квартирі Ради Європи.
Упродовж своєї дипломатичної кар'єри Бланко Гаспар отримав численні визнання, серед яких медалі кавалера ордена «За громадянські заслуги» (Іспанія), командора національного ордена Honneur et Mérite Гаїті, великий офіцерський хрест ордена Ріо-Бранку з Бразилії, Великий хрест ордена Лева Фінляндії.

## Нагороди та досягнення
- 1963 Програма імені Фулбрайта в Мічиганському університеті
- 1964-65 7 разів переможець конкурсу Еймса[26] (судовий процес між студентами перед симулятивним судом за педагогічною методологією Джеймса Барра Еймса) як член клубу Скотта Гарвардської школи права.[27]
- 1980 Стипендіат Фулбрайта на Глобальному семінарі в Зальцбурзі.
- 1981 «El voto ponderado» Премія імені Луїса Гарсіа Аріаса. Іспано-португало-американський інститут міжнародного права.[28]
- 1982 Академік Королівської академії юриспруденції та законодавства.[8]
- 2009 р. Посол Іспанії.[29][1]

## Співпраця
У 1966 році Бланко Гаспар розпочав співпрацювати з Роджером Фішером над статтею про Суецьку кризу 1956-х років для Американського товариства міжнародного права, ASIL у Вашингтоні, окрузі Колумбія. Це було одне з дуже важливих досліджень, повністю інтегрованих у проект «Міжнародні кризи та верховенство права», зосереджених на встановленні тези про те, що міжнародне право служить для досягненню миру, повністю оцінюючи важливість переговорного процесу. Це одна з тих небагатьох робіт, з якої розпочинається шлях до вивчення міжнародних переговорів і послужила для створення Гарвардського проекту переговорів. Проведене дослідження було представлено професором Роджером Фішером у грудні 1966 року на дискусії «Значення міжнародного права для прийняття державних рішень під час війни», зібрано у 120-сторінковому документі для Американського товариства міжнародного права. У дослідженні повністю проаналізвали позиція Сполучених Штатів Америки щодо повної націоналізації Суецького каналу, відстоюючи абсолютну свободу проходу та принципи міжнародного права. Збереження миру означало обмеження можливих дій США проти Єгипту. Ця проведена робота повністю досліджує, як міжнародне право вплинуло і впливає на рішення, прийняті кожним із урядів країн, залучених до конфлікту, в рамках війни та миру. У висновках зазначено, що Сполучені Штати Америки прийняли правові норми міжнародного права, тоді коли інші залучені сторони конфлікту меншою мірою покладалися на міжнародне право.
- Міжнародна агресія 1973 року: спроби визначення. Національна дослідницька рада Іспанії. Мадрид.ISBN 84-00-03879-7ISBN 84-00-03879-7.[6][32]
- 1981 Зважене голосування. Іспано-португало-американський інститут міжнародного права. EDERSA (Editorial Revista de Derecho Privado, SA) Мадрид.ISBN 84-600-2197-1ISBN 84-600-2197-1.[33]
- 1986 Міжнародне право, Співтовариство та Європейський Союз. Асоціація міжнародного права — Іспанська секція та Fundación Juan March. Мадрид.ISBN 84-398-7520-7ISBN 84-398-7520-7.[34]
- 1990 Основи європейської єдності. REUS. Мадрид.ISBN 978-84-290-1325-2ISBN 978-84-290-1325-2.[17]
- 2000 Сполучене Королівство в Європі, EDERSA. Мадрид.ISBN 84-607-0624-9ISBN 84-607-0624-9.[15]

### статті
- 1970 «Проблеми безпеки Середземномор'я. Аспекти безпеки у Східному Середземномор'ї: Суецька криза». Журнал «Міжнародна політика» Інституту політичних досліджень. № 109, стор. 15–32, 110, с., 7-21 і 111, с., 85-128.[12]
- 1985 «Транскордонне забруднення в ОЕСР та його вплив на морське право». У колективній праці Liber Amicorum: Правові дослідження на честь професора д-ра Антоніо Родрігеса Састре. Мадрид.[14]
- 2021 «Джерела енергії та створення Міжнародного енергетичного агентства», номер 146 журналу Diplomacy XXI Century, сторінки 42–47.[35][36]